# Costa della Principessa Ragnhild
La costa della Principessa Ragnhild (centrata alle coordinate 70°30′S 27°00′E) è una parte della costa della Terra della Regina Maud, in Antartide. In particolare, la costa della Principessa Ragnhild si estende tra il limite orientale tra la penisola Riiser-Larsen (68°55′S 34°00′E), a est, e il meridiano 20°E, a ovest, e confina quindi a est con la costa del Principe Harald e a ovest con la costa della Principessa Astrid. Il tratto di mare di fronte alla costa è non ufficialmente conosciuto come mare di Riiser-Larsen.
Non tutti i paesi ritengono validi i confini sopraccitati, nel 1973, infatti, il ministero dell'industria della Norvegia, che rivendica il possesso della Terra della Regina Maud, fissò il confine occidentale della costa della Principessa Ragnhild in corrispondenza di capo Sedov, alle coordinate 69°30′S 14°45′E.
Stando ai confini considerati dalla Norvegia, buona parte del fronte della costa, tranne quello della sua regione orientale, è occupato dalla piattaforma di ghiaccio Lazarev, che si estende dalla longitudine 12°50'E alla longitudine 15°55'E.

## Storia
La costa della Principessa Ragnhild è stata scoperta il 16 febbraio 1931 dai capitani Hjalmar Riiser-Larsen e Nils Larsen durante un volo di ricognizione partito dalla nave Norvegia e battezzata con il suo attuale nome in onore di Ragnhild di Norvegia, figlia del futuro re di Norvegia Olav V.
200 km all'interno rispetto alla costa, alle coordinate 71°57′S 23°20′E, è situata la base di ricerca belga Principessa Elisabetta, inaugurata il 15 febbraio 2009 e caratterizzata dal fatto di funzionare interamente grazie all'energia solare ed eolica.
Sulla costa sono state operative la base di ricerca belga Re Baldovino (70°26′S 24°18′E), dal 1958 al 1961, utilizzata poi anche dai Paesi Bassi dal 1964 al 1967, e la base di ricerca giapponese Asuka, dal dicembre 1984 al dicembre 1991. 
Il 25 gennaio 1991 il Pakistan ha inaugurato, nelle vicinanze delle montagne di Sør Rondane, la base di ricerca Jinnah.